# Kópanskoi
Kópanskoi (del ruso: Копанской) es un jútor del distrito Prikubanski de la ókrug urbano de Krasnodar del krai de Krasnodar, en el sur de Rusia. Está situado en las tierras bajas de Kubán-Azov, a orillas del río Sula, tributario del distributario Anguélinski del río Kubán, 20 km al noroeste del centro de Krasnodar. Tenía 1387 habitantes en 2010. Es conocido localmente como Kopaný (Копаны́)
Pertenece al municipio Beriózovski.

## Servicios
La localidad cuenta con la escuela media nº79 y la guardería n.º 219, un punto médico, casa de cultura y farmacia.

## Religión
Iglesia de la Protección de la Madre de Dios